# 大蚊山
大蚊山（英語：Tai Mun Shan）是香港的一座山峰，位於新界西貢半島上，大浪灣之西側，海拔370米，山頂呈圓頂形。
由於大蚊山附近地區多次有人遠足時失蹤，例如2005年的休班警員丁利華與2016年的張善鵬，該地區有西貢結界之稱。